# Distenia suturalis
Distenia suturalis är en skalbaggsart som beskrevs av Bates 1870. Distenia suturalis ingår i släktet Distenia och familjen långhorningar. Inga underarter finns listade i Catalogue of Life.